# يحيى بن إسحاق بن غانية
يحيى بن إسحاق بن غانية قائد عسكري من بني غانية، شارك في حملة بني غانية على إفريقية، وتولى قيادة الحملة بعد مقتل أخيه علي بن إسحاق.

## سيرته
لما توفي إسحاق بن غانية حاكم الجزائر الشرقية سنة 579هـ/1183م، وخلفه ابنه محمد، آثر محمد بن إسحاق الدخول في طاعة الموحدين الذين كانت رسل خليفتهم أبي يعقوب يوسف قد جاءت أبيه تدعوه للاعتراف بطاعة الخليفة الموحدي، والدعوة له في الخطبة. غير أن ذلك لم يرق لإخوته ومن بينهم يحيى، فخلعوه ونصّبوا أخاهم علي بن إسحاق أميرًا على الجزائر الشرقية، وماطلوا رسل الخليفة الموحدي. ثم جاءت أنباء مصرع الخليفة الموحدي أبي يعقوب يوسف في حصار شنترين، فاعتقلوا رسوله، وأودعوه السجن. ثم أراد بنو غانية استغلال اضطراب أحوال الموحدين بعد وفاة خليفتهم، فجهزوا أسطولاً من 32 سفينة تحمل 200 فارس وأربعة آلاف راجل بقيادة علي بن إسحاق، وهاجموا به أراضي الموحدين في إفريقية، واستولوا على بجاية في 6 شعبان 580هـ/18 نوفمبر 1184م، ترك علي بن إسحاق أخاه يحيى قائدًا لحامية بني غانية على بجاية، ثم استكمل بنو غانية هجومهم، فاستولوا على مدن جزائر بني مزغنة ومليانة ومازونة وآشير وقلعة بني حماد، ثم حاصروا قسنطينة.
في الوقت نفسه، أعاد الموحدون تنظيم صفوفهم بعد تولّي الخليفة أبي يوسف يعقوب المنصور الذي وجّه حملة بريّة بحريّة لقتال أسطول بني غانية في بجاية، وأرسلوا الرسل إلى أهالي المدن التي سقطت في يد بني غانية، يعدوهم بالأمان والصفح عمّن تعاون مع بني غانية. انتفضت أهل تلك المدن لما جاءتهم رسل الموحدين، وثارت أهل بجاية على يحيى بن إسحاق بن غانية، ففرّ يحيى وأخوه عبد الله ولحقا بأخيهما علي بن إسحاق الذي كان يحاصر قسنطينة. ودخل الموحدون بجاية في 19 صفر 581هـ/21 مايو 1185م. ففكّ علي بن إسحاق الحصار، وسار علي ويحيى بجنوده جنوبًا في الصحراء، ثم حاصروا مدينة توزر قاعدة بلاد الجريد، وافتتحوها سنة 582هـ/1186م، ومن بعدها قفصة في السنة نفسها. ثم جهّز الموحدون جيشًا لقتال بني غانية، واشتبكا في سهل عُمرة في 15 ربيع الأول 583هـ/25 مايو 1187م، وانهزم الموحدون هزيمة ساحقة. ثم عادوا واشتبكوا في ناحية الحمة بالقرب من قابس في 9 شعبان 583هـ/15 أكتوبر 1187م، ولكن كان النصر حليف الموحدين هذه المرة، ففرّ بنو غانية نحو توزر، ثم إلى الصحراء. ثم ما لبث أن توفي علي بن إسحاق في سنة 584هـ/1188م جراء إصابه لحقته في إحدى غاراته في الصحراء.
بوفاة علي بن إسحاق، صارت قيادة بني غانية في إفريقية ليحيى بن إسحاق. ونجح يحيى في هزيمة شرف الدين قراقوش حليف بني غانية القديم الذي انقلب عليهم وهاجم قوات يحيى بالقرب من طرابلس، ثم استتبع يحيى بن إسحاق انتصاره بالاستيلاء على طرابلس من الموحدين بمساعدة السفن التي أرسلها أخوه عبد الله بن إسحاق الذي كان علي قد أرسله واليًا على ميورقة سنة 583هـ/1187م. عيّن يحيى ابن عمه تاشفين بن غازي نائبًا على طرابلس، ولكن ما أن غادرها يحيى، حتى ثار أهلها، وعادوا لطاعة الموحدين. ثم هاجم يحيى بن إسحاق قابس، وحاصرها إلى أن سلّمها أهلها. وفي سنة 597هـ/1200م، سار محمد بن عبد الكريم الرجراجي الذي ثار على الموحدين في المهدية لقتال يحيى بن غانية، والتقى الفريقان في «قصور لالة»، وانتصر يحيى بن غانية على خصمه. ثم تحالف ابن غانية مع أعدائه الموحدين للإجهاز على الرجراجي، ومهاجمة المهدية، فأمدّه أبو زيد بن أبي حفص والي الموحدين على إفريقية بسفينتين، فوجد الرجراجي أنه مهزوم لا محالة، فسلّم المدينة ليحيى بن إسحاق مقابل تأمينه على نفسه وماله، لكن غدر ابن غانية بالرجراجي وسجنه واستولى على ماله، ثم مات الرجراجي في محبسه.
بسط يحيى بن إسحاق سلطانه على طرابلس وقابس والمهدية والقيروان وسائر بلاد الجريد، ثم نجح في الاستيلاء على باجة وبسكرة سنة 598هـ/1202م، آثر أهل بونة تسليم مدينتهم ليحيى بن إسحاق خشية أن ينزل بنو غانية بعسكرهم مدينتهم. وفي 7 ربيع الآخر 600هـ/15 ديسمبر 1203م، دخل يحيى بن إسحاق تونس بعد أن حاصرها 4 أشهر.
جهز الخليفة أبو إسحاق محمد الناصر حملة برية بحرية لقتال ابن غانية، فلما بلغت ابن غانية أنباء حملة الموحدين الجرارة، انسحب من تونس إلى قفصة، ثم إلى جبل دمّر بالقرب من المهدية، واقتتل الفريقان في «رأس تاجرا» جنوب شرقي قابس في 12 ربيع الأول 602هـ/17 أكتوبر 1205م، وانهزم ابن غانية هزيمة قاسية، ولكنه استطاع الفرار.
لملم يحيى بن إسحاق جنوده، والتقى الموحدين مجددًا في وادي شبرو بالقرب من تبسة في 30 ربيع الأول 604هـ/24 أكتوبر 1207م، لكنه مني بهزيمة جديدة، وفرّ يحيى بن إسحاق جريحًا. ثم رأى ابن غانية أن يتوجه نحو الجنوب الغربي، وتحالف مع بطون من زناتة، وفاجأ الموحدين باقتحام سجلماسة، ثم أغار على تلمسان وتاهرت سنة 605هـ/1209م، ثم عاد إلى إفريقية سنة 606هـ/1210م، والتقى جيش من الموحدين في جبل نفوسة وانهزم يحيى بن إسحاق أمام الموحدين مرة أخرى، وفرّ إلى الصحراء.
سكن ابن غانية لسنوات حتى استطاع تجميع قوات تمكنه من إعادة محاولاته بسط سيطرته على إفريقية. وفي سنة 621هـ/1223م، أغار  ابن غانية على بلاد الجريد، فحرّك الموحدون جيشًا لقتاله، ففر إلى الزاب، ثم التقى الفريقان في «مجدول»، وانهزم ابن غانية، وفرّ جنوبًا. وفي سنة 623هـ/1226م، أغار يحيى بن إسحاق على بجاية ومتيجة ومليانة، فطارده الموحدون إلى أحواز سجلماسة، ثم تركوه.
ظل يحيى بن إسحاق بن غانية يقوم بغارات يائسة من حين لآخر حتى توفي سنة 631هـ/1234م أو سنة 633هـ/1236م بالقرب من مليانة.